# 원두당

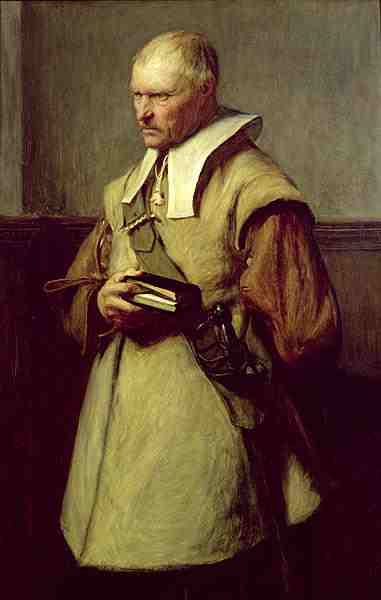
존 페티가 그린 원두당원의 모습

원두당(圓頭黨, 영어: Roundhead)은 잉글랜드 내전(1642년~1651년) 시기의 의회파를 지칭하는 용어이다. 원정당(圓頂黨), 라운드헤즈라고도 한다. 일반적으로 영국 청교도 혁명기의 의회파(議會派, 영어: Parliamentarian)로 알려져 있는 이들은 영국의 찰스 1세와 절대 군주제에 의한 통치 및 왕권신수설을 주장한 기사당 또는 왕당파로 알려진 찰스 1세의 지지자들과 싸웠다. 원두당의 목표는 의회가 국가 행정에 대한 최고 통제권을 가지게 하는 것이었다.

## 같이 보기
- 기사당 (왕당파)
- 청교도 혁명
- 잉글랜드 의회